# Райнгольд фон Зенгбуш
Райнгольд Оскар Курт фон Зенгбуш (16 лютого 1898 р., Рига — 13 червня 1985, Гамбург) — балтійський німецький ботанік, генетик рослин і селекціонер.

## Біографія
Райнгольд фон Зенгбуш, син лікаря Райнгольда Александра фон Зенгбуша, вивчав сільське господарство в Університеті Галле і здобув там докторський ступінь у 1924 році, захистивши дисертацію про розведення цукрових буряків. У 1925 році він поступив на роботу до науково-дослідного відділу цукрового заводу Kleinwanzleben. У 1926 році він працював у Ервіна Баура як позаштатний співробітник в Інституті генетики в Берліні-Далемі. У 1927 році він дістав роботу в щойно заснованому Інституті селекційних досліджень імені Кайзера Вільгельма в Мюнхеберзі.
У 1927 і 1929 роках Зенгбушу вдалося вивести окремі рослини з низьким вмістом алкалоїдів або взагалі без них з найбільш важливих для сільського господарства видів люпину (Lupinus luteus, Lupinus angustifolius і Lupinus albus), використовуючи розроблений ним метод швидкої ідентифікації. Він вперше розробив методи селекції, які детально описав у статті 1942 року «Солодкий люпин і олійний люпин. Історія появи деяких нових культурних рослин».
В Інституті селекційних досліджень ім. Кайзера Вільгельма в Мюнхеберзі він також проводив експерименти з селекції та розведення інших видів рослин, включаючи жито, коноплі, шпинат і спаржу. У 1937 році він був вигнаний з інституту з політичних причин, а потім заснував приватний дослідницький центр у Люкенвальде, де займався селекцією рослин як контрактний дослідник для промислових партнерів. У цей час він вивів стійкі до вірусів тютюнової мозаїки сорти тютюну з низьким вмістом нікотину та сорти полуниці, які особливо підходили для заморожування. Після війни він продавав сорти полуниці, виведені ним у своєму дослідницькому центрі, а потім і у власній компанії, зокрема сорт Senga Sengana, широко по всій Європі.
У 1948 році Зенгбуш обійняв дослідницьку посаду в Товаристві Макса Планка, спочатку в Геттінгені, а потім у Вульфсдорфі поблизу Гамбурга. Зенгбуш очолював цей інститут як директор десять років. У цей час успішно працював, між іншим, над виведенням однодомних сортів конопель, багаторічного (багаторічного) жита та у вирощуванні грибів і овочів. Його дослідницька робота поширилася на аквакультуру та розчинення каменів у нирках.
Після виходу на пенсію та закриття Інституту селекції сільськогосподарських культур імені Макса Планка в 1968 році Зенгбуш вдруге заснував приватний дослідницький центр. Кілька докторантів змогли завершити тут свої дисертації в галузі культур рослинних тканин, частково завдяки Гамбурзькому університету, який присвоїв Зенгбушу звання почесного професора в 1958 році.
Сенгбуш є одним із найважливіших селекціонерів 20 століття. Його найвідомішими досягненнями є солодкий люпин як нова культура для споживання людиною та тваринами, сорт полуниці Senga Sengana, який протягом десятиліть займав понад 50 відсотків ринку в Північній Європі та Росії, а також виведення однодомного сорту конопель Fibrimon з надзвичайно високим вмістом клітковини понад 20 %. Зенгбуш і його співробітники опублікували майже 500 статей.
Товариство наук про рослинництво прийняло його почесним членом у 1980 році, а Університет Гіссена надав йому ступінь почесного доктора в 1983 році.

## Публікації
- Pflanzenzüchtung und Rohstoffversorgung. Leipzig 1937.
- Theorie und Praxis der Pflanzenzüchtung. Frankfurt am Main 1939 (= Frankfurter Bücher. Forschung und Leben. Band 2).
- Süßlupinen und Öllupinen. Die Entstehungsgeschichte einiger neuer Kulturpflanzen. Verlag Paul Parey Berlin 1942 = Separatdruck aus: Landwirtschaftliche Jahrbücher Bd. 91, 1942, S. 719—880.
- Der Weg zum Max-Planck-Institut für Kulturpflanzenzüchtung. Hamburg 1960 (mit einem Überblick über Reinhold von Sengbuschs Forschungstätigkeit bis zum Jahre 1959).
- Von der Wildpflanze zur Kulturpflanze. Eine Dokumentation meiner Arbeiten. Privatdruck o. O. u. o. J., um 1980. Die Schrift enthält ein chronologisches Verzeichnis seiner wissenschaftlichen Veröffentlichungen.